# Янко Саказов
Янко Саказов (болг. Янко Саказов; нар. 24 вересня 1860, Шумен — пом. 2 лютого 1941, Софія — болгарський політик.

## Біографія
Народився 24 вересня 1860 в Шумені, навчався в Росії (1878—1881), потім у Німеччині (1881—1883), Лондоні (1883) та Парижі (1884).
Через деякий час після повернення до Болгарії був учителем природничих наук та історії в Шумені, де працює з Дмитром Благоєвим. З 1887 по 1890 був помічником прокурора у своєму рідному місті.
Займався політикою з 1893. Саказов є одним з перших депутатів соціалістів у Національній асамблеї. Член парламенту в VII (1893—1894), VIII (1894–1896), XII (1902—1903), XV—XIX (1911—1923), XXI—XXIII (1923—1934) Національних Зборів.

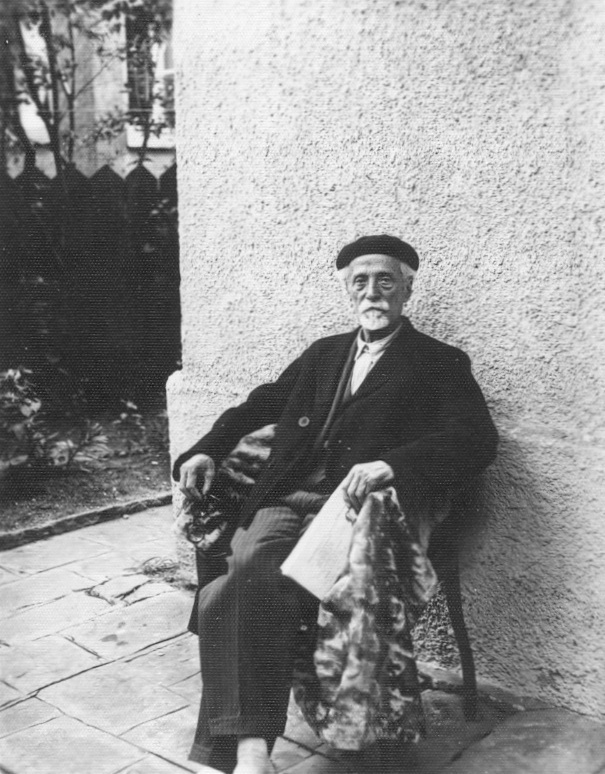
Янко Саказов, 1939

Співзасновник та редактор журналу «Общо дело». У 1903 Саказов і його прихильники були виключені з БРСП і створили БРСП (ш.с.), яка згодом була перейменована в БРСП (об.)
Був міністром торгівлі, промисловості та праці в уряді Теодора Теодорова (19 жовтня 1918 — 6 жовтня 1919), ввів восьмигодинний робочий день. Саказов також виконує різні дипломатичні місії за кордоном.

### Книги
- «Цезаризъм или демокрация» (1903).
- «Българите в своята история» (1910).

### Політичні твори
- «Поглед върху новата история на България и мястото на българските социалисти» (1906).
- «Против монархията — в защита на републиката» (1946).

## Сім'я
Одружений з письменницею Анною Карімі, у шлюбі з якою мав 3 дітей. Пізніше, проживав з Вірою Стаматовою, мали спільного сина Анатола.
Помер 2 лютого 1941 в Софії.